# Twins (поп-группа)
Twins — гонконгский кантопоп-дуэт, образованный летом 2001 года Emperor Entertainment Group. Участницы группы: Джиллиан Чанг (родилась 21 января 1981 года в Гонконге) и Шарлин Чой (родилась 22 ноября 1982 года в Ванкувере). Группа пользовалась большой популярностью у подростков в Восточной Азии, а впоследствии и у более широкой аудитории, когда с 2004 года коллектив начал экспериментировать с разными музыкальными стилями.  В 2006 году группа получила премию MTV Asia Award for Favorite Artist Hong Kong. В июле 2008 года группа распалась после скандала с интимными фотографиями гонконгских актёров, среди которых оказалась Джиллиан Чанг, но двумя годами позднее произошло воссоединение.